# تحسين شردم
الفريق أول الركن تحسين باشا حميد شردم أحد كبار القادة العسكريين الأردنيين الذين تميزوا عبر سنوات خدمتهم العسكرية في الجيش وبعدها في الأمن العام.
ولد تحسين شردم في عمّان في المملكة الأردنية الهاشمية، (إمارة شرق الأردن آنذاك) في 15 ديسمبر 1942م. التحق بالقوات المسلحة الأردنية عام 1961م، كتلميذ في الكلية العسكرية وتخرج منها عام 1962م برتبة ملازم.
شغل تحسين شردم عدة مناصب من أهمها: قائدًا للكتيبة الخاصة 91، ملحقًا عسكريًا في واشنطن في الولايات المتحدة الأمريكية، قائد القوات الخاصة الأردنية، ورئيس أركان القوات البرية الملكية، ثم مديرًا للأمن العام برتبة فريق أول. حتى تقاعد عام 2004م 
يعتبر تحسين شردم من أعيان الشراكسة في الأردن، ومن كبار العسكريين الأردنيين. خدم في القوات المسلحة الأردنية منذ تخرجه من المدرسة الثانوية، وتدرج بمختلف الرتب العسكرية متميزًا بأدائه العسكري. كانت معظم خدمته في القوات الخاصة الأردنية. تولى منصب قائد القوات الخاصة لفترة طويلة، ثم تولى منصب مساعد رئيس هيئة الأركان الأردني، ثم أصبح رئيسا لهيئة الأركان للقوات البرية في الجيش العربي الأردني عامي 1998-1999م.
تقاعد من الخدمة في القوات المسلحة الأردنية برتبة فريق. أعيد للخدمة مديرا للأمن العام في الأردن بتاريخ 2 يناير 2002 ثم تقاعد من منصبه برتبة فريق أول بتاريخ 2 ديسمبر 2004م. وتم تعيينه بعد ذلك مستشارًا للملك عبد الله الثاني بن الحسين لشؤون الأمن برتبة وزير، عام 2004 م.
توفي فجر يوم الأحد الموافق 31 مايو 2009 في مستشفى مدينة الحسين الطبية في عمّان إثر إصابته بمرض السرطان الذي لم يمهله طويلا.